# Връдловци
Връдловци е село в Западна България, Софийска област, Община Годеч. 

## География
Намира се на около 1 km от границата с Република Сърбия, на 15 km от общинския център Годеч и на 65 km от столицата София.
Разположено е по протежението на пролома на Забърдска река. От село Връдловци се открива прекрасна гледка към планината Видлич - предпланина на Западна Стара планина.

## История
По сведения на местни жители селото е съществувало на друго място в същия район.
При преброяването от 1881 година селото е отбелязано като Върдуловци. То е в община Протопопинци и има 217 жители. 
През 1924 година във Връдловци е основана земеделска кооперация „Искреност“. Към 1935 г. тя има 25 членове. През 1933 година е основана животновъдна кооперация за застраховане на добитък, чийто членски състав към 1935 година е 20 души.
През 1985 година селото има 79 жители.. През 2023 година селото има 5 жители.

## Религии
Православни християни

## Обществени институции
Кметство в с. Голеш

## Забележителности
- Църква-параклис „Св. Илия“ – малка, не много добре поддържана църква, не е постоянно отворена, а само на определени празници
- Много оброчни каменни кръстове
- Връдловска пещера[5]-труднооткриваема, почти недостъпна за човек.